# Bahariya-Formation

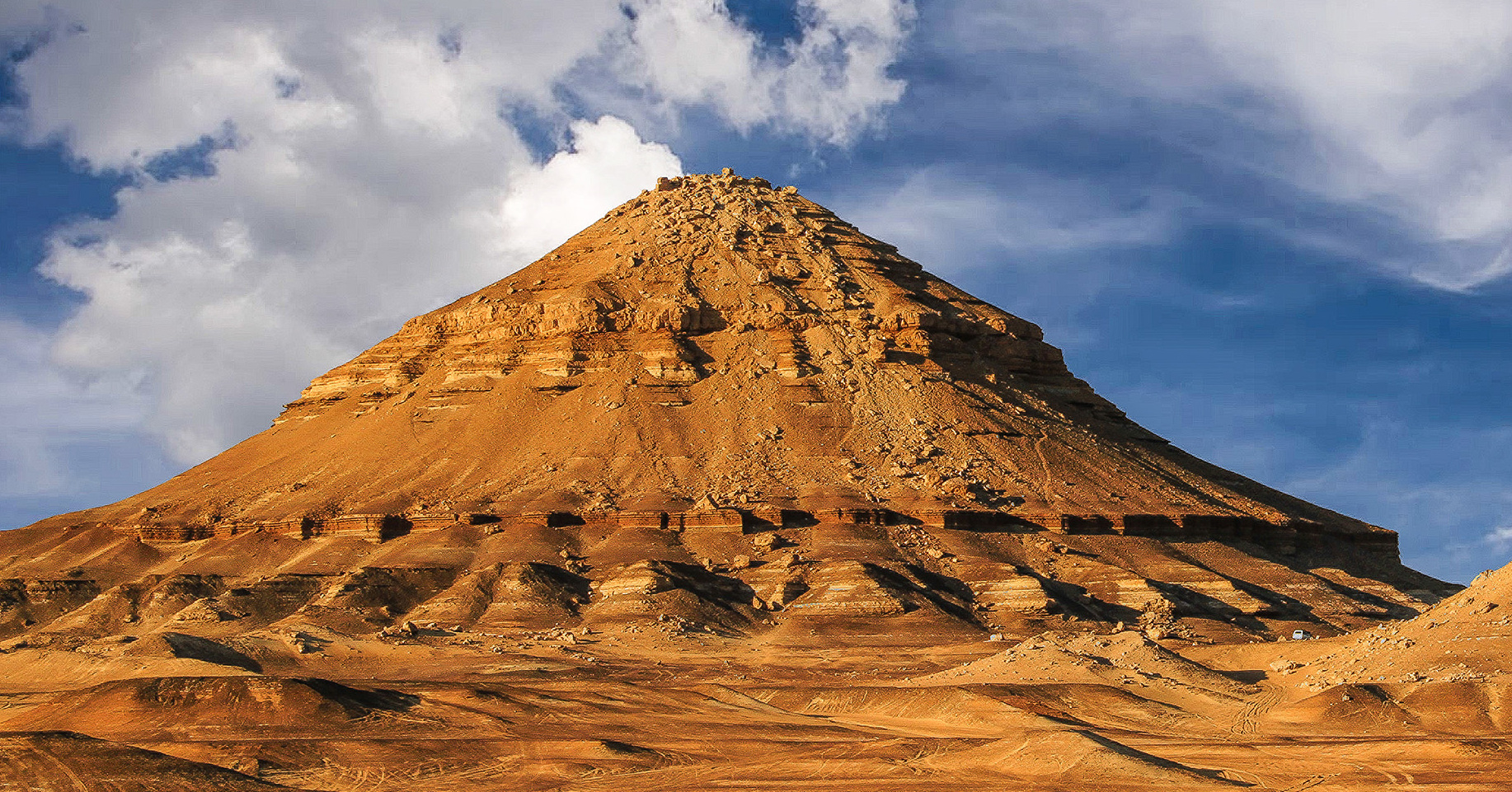
Der Gebel El-Dist mit dem Typusprofil der Bahariya-Formation

Die Bahariya-Formation (auch Baharija-, Bahariyya- oder Bahriya-Formation) ist ein siliziklastischer Schichtenverband, der während des Cenomaniums im nördlichen Ägypten abgelagert wurde. Sie wurde erstmals 1914 von Ernst Stromer von Reichenbach unter der Bezeichnung „Baharije-Stufe“ wissenschaftlich beschrieben. Bekannt ist sie vor allem für ihre Wirbeltierfossilführung.
Typlokalität dieser Formation ist die Bahariyya-Senke, die in ein Plateau aus eozänen Kalksteinen eingetieft ist. Die Bahariya-Formation bildet dort die Sohle und den unteren Teil des relativ steilen Hanges, der die Senke säumt, sowie die unteren Hänge einiger größerer Erhebungen innerhalb der Senke. Das Typusprofil liegt am Gebel El-Dist im Norden der Senke. Die Bahariya-Formation ist sehr weit verbreitet und Faziell ähnliche stratigraphische Äquivalente finden sich noch auf der Sinai-Halbinsel und in Israel.
Im nordöstlichen Teil der Bahariyya-Senke wird Eisenerz abgebaut (Funde am Gebel Ghorabi, Gegend um El-Harra und El-Gedida). Neuerdings hat die Bahariya-Formation auch als Speichergestein fossiler Kohlenwasserstoffe an internationalem Interesse gewonnen.

## Geologischer Hintergrund
Die Ablagerung der Bahariya-Formation begann vor ungefähr 97 Millionen Jahren und währte 3 bis 6 Millionen Jahre. Sie fiel in die Zeit der sogenannten Cenoman-Transgression, einem weltweit nachweisbaren Meeresspiegelanstieg, auf dessen Höhepunkt Pegel erreicht wurden, die lokal bis zu 200 Meter über dem heutigen Niveau lagen. Der Vorstoß des Tethysmeeres erfolgte in Ägypten von Norden nach Süden. Weite Teile des teilweise tektonisch unruhigen (mit Grabenbrüchen im Jura) passiven Kontinentalrandes des Arabisch-Nubischen Kratons wurden dabei allmählich überflutet.

## Stratigraphie und Fazies
Die Mächtigkeit der Bahariya-Formation beträgt im tektonisch stabilen Teil des passiven Kontinentalrandes 100 bis 200 Meter – in der Typlokalität weist sie 90 bis 100 Meter auf. Im tektonisch unruhigen Schelfbereich weiter nördlich kann ihre Mächtigkeit jedoch bis auf 400 bis 500 Meter anwachsen.
Die Formation wird gewöhnlich in drei Schichtglieder unterteilt (Hangendes zuoberst):
- El Heiz Member – lagunäre bis supratidale Abfolge mit dunklen eisenhaltigen Sandsteinen – Rückzug des Cenoman-Meeres
- Gebel Dist Member – ästuarine Abfolge mit schräggeschichteten Sandsteinen
- Gebel Ghorabi Member – fluviatile Sand- und Siltsteine

Manche Autoren trennen jedoch das El Heiz Member von der Bahariya-Formation ab und betrachten es als eigene Formation.
Die Basis der Bahariya-Formation ist nirgendwo aufgeschlossen, dürfte aber diskordant auf dem Grundgebirge liegen. Überlagert wird die Formation diskordant von der El-Hefhuf-Formation der höheren Oberkreide oder direkt von den eozänen Kalksteinen der El-Naqb-Formation, die das Plateau um die Bahryia-Senke aufbauen.
Insgesamt betrachtet deuten die Faziesverhältnisse in der Bahariya-Formation auf küstennahe Ablagerungsbedingungen. Die damalige westliche Neotethys dürfte in Nordägypten ein tropisch-warmgemäßigtes Schelfmeer gewesen sein.

## Fauna der Bahariya-Formation

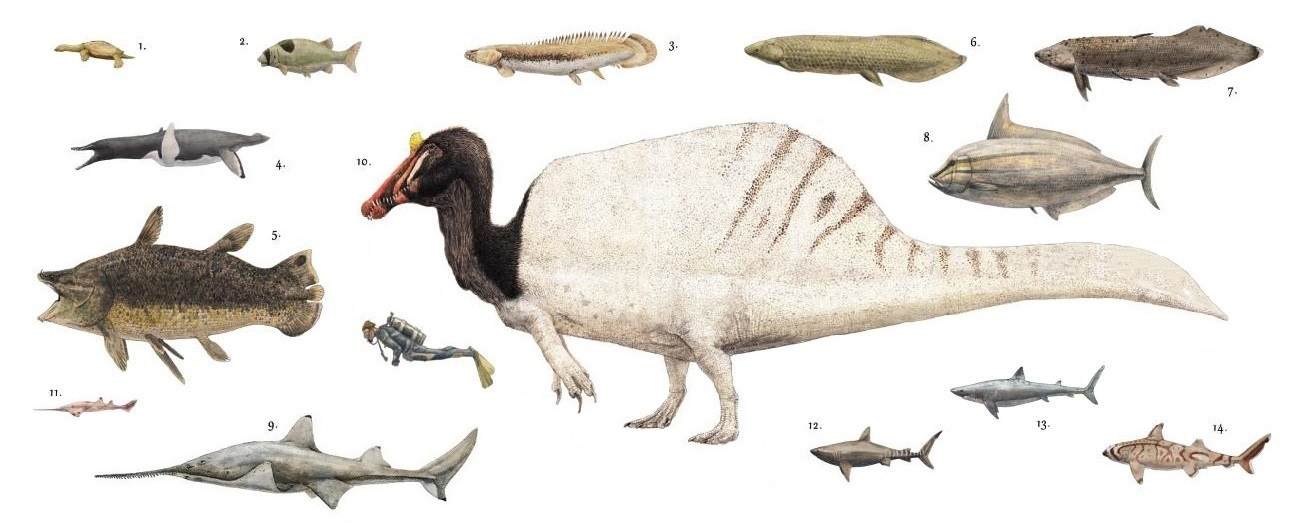
Lebendrekonstruktionen verschiedener fossiler Tierarten aus der Bahariya-Formation im korrekten Größenverhältnis (menschlicher Taucher zum Vergleich). In der Mitte Spinosaurus.

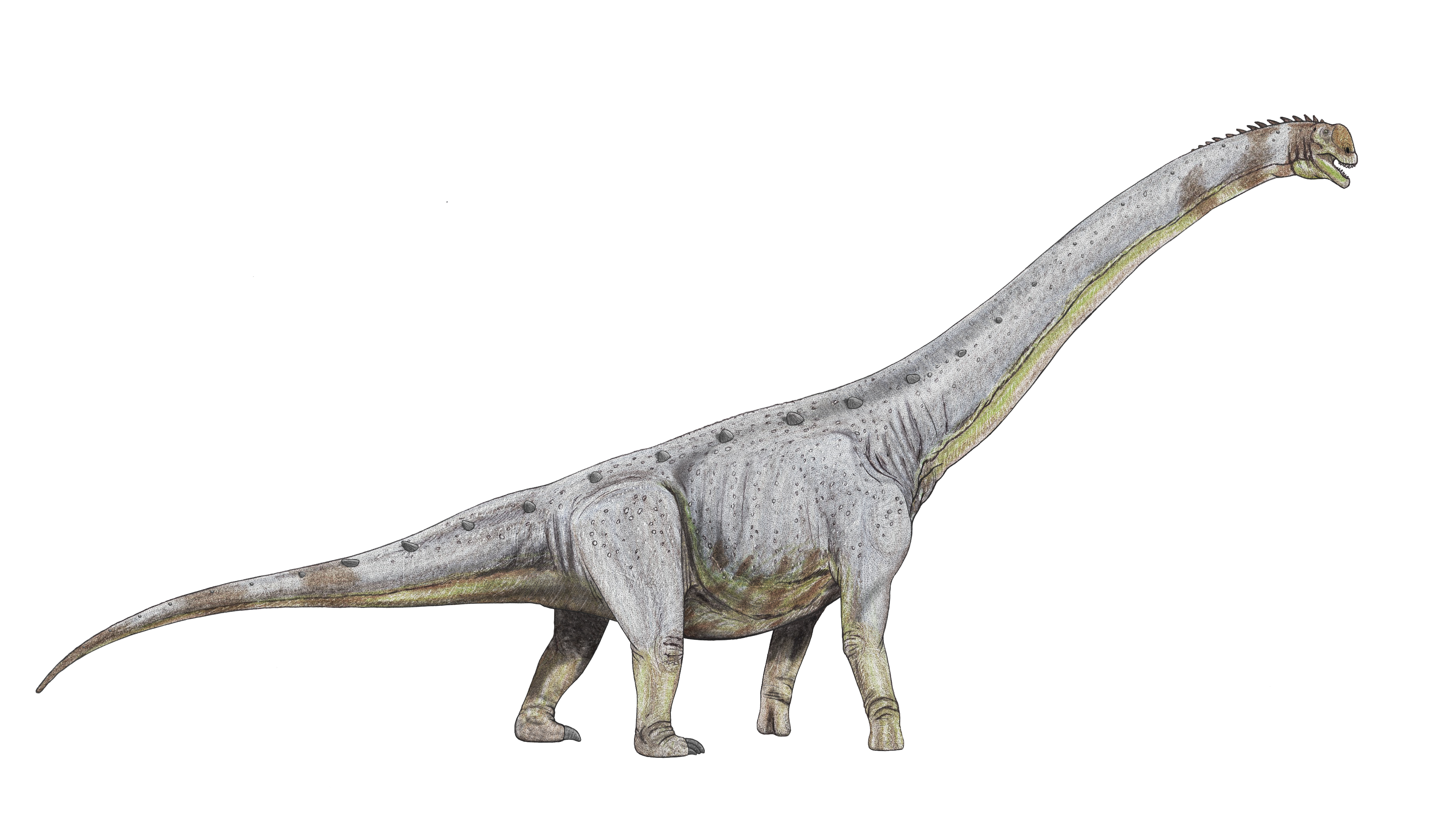
Paralititan

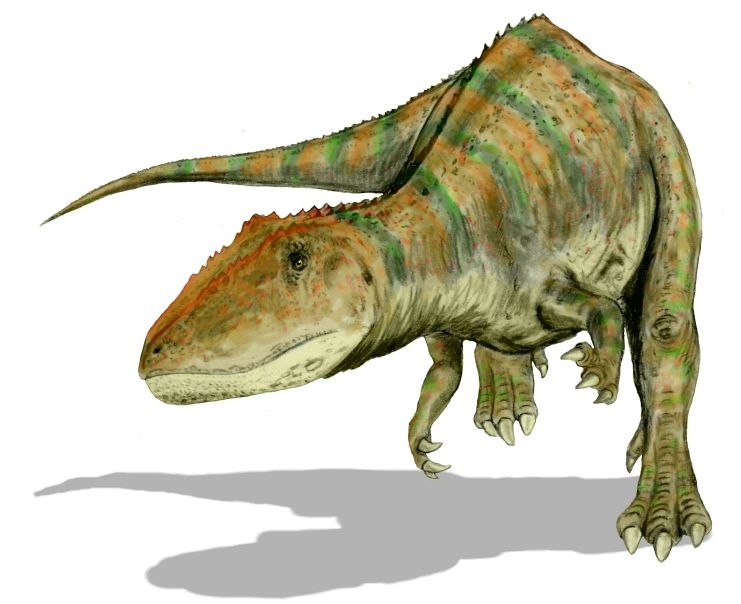
Carcharodontosaurus

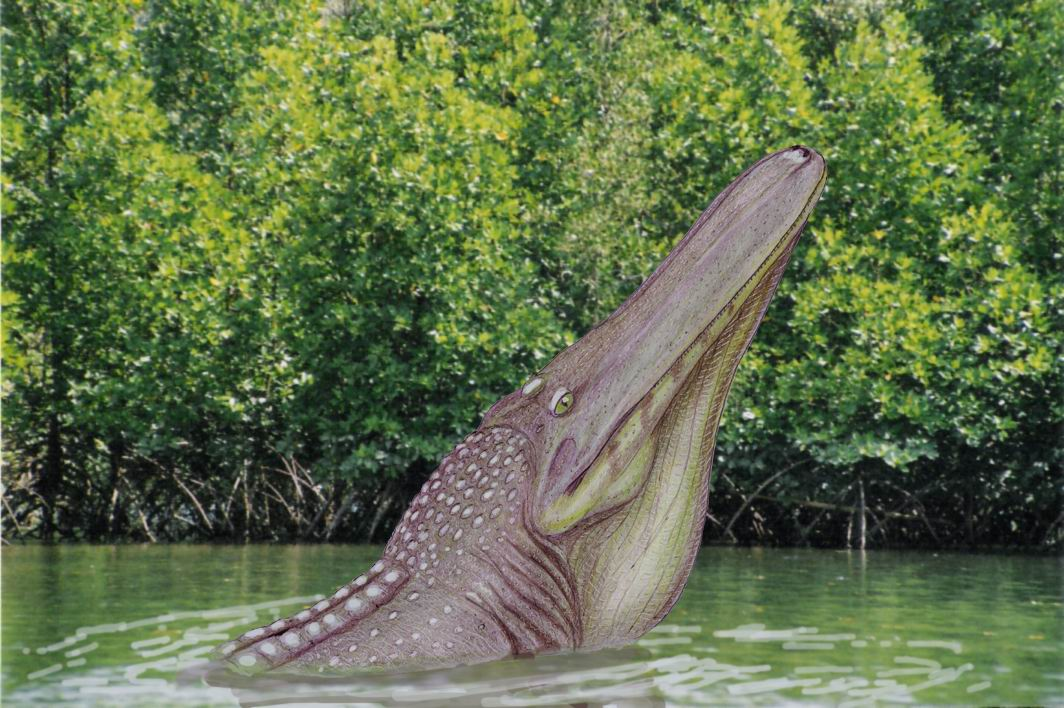
Stomatosuchus

Der Fossilinhalt der Bahariya-Formation ist recht vielseitig. Neben einer artenreichen Fischfauna finden sich Überreste von Krabben, urtümlichen Krokodilen, Schildkröten, urtümlichen Schlangen, Dinosauriern und Plesiosauriern. Auch pflanzliche Reste von Baumfarnen (mit der Mangrovenart Weichselia reticulata) und Bedecktsamern (Angiospermae) sind erhalten geblieben.
Bekannt geworden war die Bahariya-Formation durch Stromers Dinosaurierfunde. Leider fielen diese im Zweiten Weltkrieg der Zerstörung anheim. Im Jahr 2001 veröffentlichte Joshua Smith von der University of Pennsylvania die wissenschaftliche Erstbeschreibung des im Jahr 2000, im Rahmen neuer Grabungen in der Bahariya-Formation  entdeckten sauropoden Dinosauriers Paralititan stromeri. Die folgende Auflistung enthält eine Auswahl systematischer Tiergruppen und einiger ihrer Vertreter, die bislang in der Formation entdeckt wurden:

### Knorpelfische (Chondrichthyes)
- insgesamt 22 Taxa, darunter
  - Onchopristis numidus – Sclerorhynchidae[2]
  - Carcharoides planidens – Makrelenhaie (Lamnidae)
  - Tribodus sp. – Hybodontiformes

### Knochenfische (Osteichthyes)
- Bawitius bertheli – ein gigantischer, mehrere Meter langer Flösselhecht[3]
- Pycnodus sp. – Pycnodontiformes
- Enchodus sp. – Eidechsenfischverwandte (Aulopiformes)
- Mawsonia lybica – ein bis zu 3 Meter großer Quastenflosser (Coelacanthiformes)
- Lungenfische (Dipnoi)

### Schuppenkriechtiere (Squamata)
- Simoliophis – ein Vorläufer der modernen Schlangen; besaß wahrscheinlich noch Überreste der hinteren Gliedmaßen

### Crocodylomorpha
- Stomatosuchus – ein Vorläufer der modernen Krokodile mit einem ungewöhnlich geformten Schädel

### Sauropoda
- Aegyptosaurus baharijensis
- Paralititan stromeri
- Rebbachisaurus

### Theropoda
- Bahariasaurus
- Carcharodontosaurus
- Deltadromeus
- Sigilmassasaurus (bzw. Spinosaurus B)
- Spinosaurus